# Château de Touvois
Le château de Touvois, daté du XIVe siècle, est l'ancienne demeure des seigneurs de Touvois. Construit sur le site de Maulévrier (Maine-et-Loire), aux environs de Cholet, il associe l'aspect médiéval et le début de l'architecture renaissance. Grâce à sa situation discrète, il a notamment échappé aux colonnes infernales envoyées par Robespierre en 1794 pour mater l'insurrection vendéenne.
Le château reste aujourd'hui encore une demeure privée mais peut se visiter l'été, sur demande.
Il comprend notamment une salle commune avec boiseries et tapisseries, un escalier hélicoïdal en granit, des fenêtres à meneaux et de nombreuses tourelles.